# Акей
Акей (устар. Кандака) — озеро в Иркутской области России. Располагается на территории Вершино-Тутурского сельского поселения Качугского района.

## Географическое положение
Озеро находится в истоке реки Конор, на высоте 827 м над уровнем моря, примерно в 45 километрах по прямой северо-восточнее от районного центра — посёлка Качуг.

## Географические характеристики
Водоём имеет округлую форму, которая направлена длинной осью с юго-запада на северо-восток. Площадь озера составляет 2 км², площадь водосбора — 156 км². С восточной стороны к Акею прилегает болотистая местность с россыпью озёрец.

### Притоки и вытекающие реки
В озеро Акей впадает река Булурей (устар. Банзера). Озеро сточное, сток осуществляется через реку Конор.

## Данные водного реестра
По данным государственного водного реестра России озеро относится к Ленскому бассейновому округу, водохозяйственный участок — Лена от истока до г. Усть-Кут. Речной бассейн — Лена.
Код объекта в государственном водном реестре — 18030100111117100000043.